# Mempo Giardinelli
Pour les articles homonymes, voir Giardinelli.
Mempo Giardinelli, né le 2 août 1947 à Resistencia, dans la province du Chaco, en  Argentine, est un romancier et universitaire argentin.
Il est l'auteur de nombreux ouvrages, notamment de romans, de recueils d'essais et de recueils de nouvelles.

## Biographie
Giardinelli s'inscrit à l'Université nationale du Nord-Est, à Corrientes, en 1964. Il s'inscrit à la faculté de droit, mais abandonne ses études de droit en 1969 pour se consacrer à l'écriture et au journalisme. Giardinelli émigre au Mexique après le coup d'État de mars 1976 en Argentine. Il y enseigne le journalisme à l'Université ibéro-américaine de 1978 à 1984 et collabore aux magazines de commerce Expansión et Forum de Mexico.
Il est le premier écrivain étranger à remporter le Prix national des romanciers au Mexique en 1983 pour son thriller, Luna Caliente.

## Travaux

### Romans
- La révolución en bicicleta (1980)
- El cielo con las manos (1981)
- Por qué prohibieron el circo? (1983)
- Luna caliente (1983)
- Qué solos se quedan los muertos (1985)
- Santo Oficio de la Memoria (1991)
- Imposible equilibrio (1995)
- El décimo infierno (1999)
- Final de novela en Patagonia (2000)
- Cuestiones interiores (2003)
- Visitas después de hora (2001)

### Poésie
- Invasión, Buenos Aires : Noé, 1973. 49 p.
- Concierto de poesía a dos voces, en collaboration avec Fernando Operé, Resistencia : FMG, 2004. 80 p.